# NGC 7320c
NGC 7320C är den sjätte spiralgalaxen i den kompakta galaxgruppen Stephans kvintett. Gruppen ansågs ursprungligen bestå av galaxerna NGC 7317, NGC 7318A, NGC 7318B, NGC 7319 samt NGC 7320, och numera också NGC 7320C, och återfinns i stjärnbilden Pegasus på norra stjärnhimlen. Bilder från Hubble har dock visat att NGC 7320 inte tillhör Stephans kvintett utan ligger betydligt närmare oss; ca 35 miljoner ljusår mot de övriga galaxerna i gruppen, som ligger ca 270 miljoner ljusår bort.
De kompakta galaxgrupperna är intressanta objekt då de utför en kosmisk dans, koreograferad av gravitationen, likt gigantiska jojon, som kastar varandra fram och tillbaka; och då och då kolliderar. För ett par hundra miljoner år sedan kolliderade NGC 7320C med den övriga gruppen och drog ut en svans av gas, stjärnor och stoft.